# 竹腰正晴
竹腰 正晴（たけのこし まさはる、寛永11年〈1634年〉- 延宝5年1月19日〈1677年2月20日〉）は、尾張藩の附家老、美濃国今尾藩の第2代当主。
初代当主・竹腰正信の次男。正室は能見松平英親の養女（一柳直興の娘）。子は竹腰友正（長男）。官位は従五位下、山城守。
父・正信が正保2年（1645年）4月30日に死去し、嫡男であった兄の成方が出家し家督を譲られたため、同年5月26日に跡を継いだ。このとき、弟の正辰に6,000石を分与している。
慶安2年（1649年）5月、将軍の徳川家光に初めて拝謁する。承応2年（1653年）1月、従五位下山城守に叙任、4月に家光の年忌で日光山に藩主光友の名代として参詣、寛文2年（1662年）10月に暇を貰って尾張に帰るが、寛文11年4月には再び光友の名代で日光山に登った。
延宝5年（1677年）1月19日に死去し、跡を5歳の長男の友正が継いだ。墓所は愛知県名古屋市の相応寺。法号は正晴院殿曽誉景諦居士。

## 系譜
父母
- 竹腰正信（父）

正室
- 松平英親の養女 ー 一柳直興の娘

子女
- 竹腰友正（長男）